# Enfield Town FC
Enfield Town FC (celým názvem: Enfield Town Football Club) je anglický fotbalový klub, který sídlí v severním Londýně. Od sezóny 2012/13 hraje v Isthmian League Premier Division (7. nejvyšší soutěž).
Založen byl v roce 2001 členy Enfield Supporters' Trust a zároveň i bývalými příznivci Enfield FC, kteří usoudili že jejich oblíbený klub už dostatečně nebojuje za návrat kdysi slavného celku do Enfieldu. Původní stadion Southbury Road totiž musel pro svůj havarijní stav opustit v roce 1999. V budoucích letech se původní klub pro své finanční problémy nedokázal stabilizovat a tak v roce 2007 zanikl. V témže roce se fanouškovský klub prohlásil za nástupce zaniklého celku. Bývalými funkcionáři Enfieldu FC byl poté založen "nástupnický" klub Enfield 1893 FC, který své domácí zápasy hraje ve městě Harlow. Ovšem jako své sídlo na oficiálních dokumentech uvádí Enfield.
Své domácí zápasy odehrává na Queen Elizabeth II Stadium s kapacitou 2 500 diváků.

## Úspěchy v domácích pohárech
Zdroj: 
- FA Cup
  - 4. předkolo: 2015/16, 2017/18
- FA Trophy
  - 3. předkolo: 2012/13
- FA Vase
  - 3. kolo: 2003/04, 2004/05

## Umístění v jednotlivých sezonách
Stručný přehled
Zdroj: 
- 2001–2005: Essex Senior League
- 2005–2006: Southern Football League (Eastern Division)
- 2006–2012: Isthmian League (Division One North)
- 2012–2024: Isthmian League (Premier Division)
- 2024–: National League South (Premier Division)

Jednotlivé ročníky
Zdroj: 
Legenda: Z – zápasy, V – výhry, R – remízy, P – porážky, VG – vstřelené góly, OG – obdržené góly, +/- – rozdíl skóre, B – body, červené podbarvení – sestup, zelené podbarvení – postup, fialové podbarvení – reorganizace, změna skupiny či soutěže
| Sezóny  | Liga                                 | Úroveň | Z  | V  | R  | P  | VG | OG | +/- | B  | Pozice |
| ------- | ------------------------------------ | ------ | -- | -- | -- | -- | -- | -- | --- | -- | ------ |
| 2009/10 | Isthmian League (Division One North) | 8      | 42 | 23 | 11 | 8  | 81 | 47 | +34 | 80 | 4.     |
| 2010/11 | Isthmian League (Division One North) | 8      | 40 | 21 | 5  | 14 | 76 | 44 | +32 | 68 | 6.     |
| 2011/12 | Isthmian League (Division One North) | 8      | 42 | 27 | 9  | 6  | 96 | 46 | +50 | 90 | 2.     |
| 2012/13 | Isthmian League (Premier Division)   | 7      | 42 | 13 | 5  | 24 | 60 | 83 | -23 | 44 | 16.    |
| 2013/14 | Isthmian League (Premier Division)   | 7      | 46 | 13 | 12 | 21 | 64 | 90 | -26 | 51 | 19.    |
| 2014/15 | Isthmian League (Premier Division)   | 7      | 46 | 24 | 4  | 18 | 70 | 56 | +14 | 73 | 7.     |
| 2015/16 | Isthmian League (Premier Division)   | 7      | 46 | 24 | 8  | 14 | 74 | 47 | +27 | 80 | 6.     |
| 2016/17 | Isthmian League (Premier Division)   | 7      | 46 | 21 | 13 | 12 | 86 | 57 | +29 | 76 | 4.     |
| 2017/18 | Isthmian League (Premier Division)   | 7      | 46 | 14 | 14 | 18 | 72 | 80 | -8  | 56 | 17.    |
| 2018/19 | Isthmian League (Premier Division)   | 7      | 42 | 17 | 10 | 15 | 76 | 56 | +20 | 31 | 10.    |
| 2019/20 | Isthmian League (Premier Division)   | 7      | 32 | 16 | 8  | 8  | 61 | 51 | +10 | 56 | 7.     |
| 2020/21 | Isthmian League (Premier Division)   | 7      | 10 | 6  | 0  | 4  | 15 | 17 | -2  | 18 | 3.     |
| 2021/22 | Isthmian League (Premier Division)   | 7      | 42 | 26 | 6  | 10 | 91 | 57 | +34 | 84 | 3.     |
| 2022/23 | Isthmian League (Premier Division)   | 7      | 42 | 19 | 12 | 11 | 73 | 49 | +24 | 69 | 9.     |
| 2023/24 | Isthmian League (Premier Division)   | 7      | 42 | 22 | 11 | 9  | 81 | 54 | +27 | 77 | 3.     |